# 赛朗格
赛朗格（Sairang），是印度米佐拉姆邦Aizawl县的一个城镇。总人口5036（2001年）。

## 人口
该地2001年总人口5036人，其中男性2831人，女性2205人；0—6岁人口774人，其中男365人，女409人；识字率81.81%，其中男性为85.27%，女性为77.37%。